# Ekspedycje
Ekspedycje – pierwszy producencki album polskiego producenta muzycznego Igora Sobczyka znanego jako IGS. Został wydany 15 grudnia 2000 roku nakładem wytwórni R.R.X.Gościnnie wystąpili Bas Tajpan, Gutek, Kaliber 44, JedenSiedem czy Grammatik.

## Lista utworów
Źródło.
1. „Corrado” (gościnnie: Jajonasz) – 1:02
2. „To co możesz dać” (gościnnie: Bas Tajpan, Gutek) – 4:14
3. „Szał baj najt” (gościnnie: Kaliber 44) – 3:43
4. „Jak tu jest” (gościnnie: Gano, Jajonasz) – 4:07
5. „Masz czego żałować” (gościnnie: JedenSiedem) – 3:19
6. „Za mikrofonami” (gościnnie: HST, Fokus, Dene) – 3:23
7. „Protest” (gościnnie: Bas Tajpan, Gutek) – 4:04
8. „Słuchaj rapu” (gościnnie: Grammatik) – 3:56
9. „Jest przed” (gościnnie: Prohibeate) – 3:25
10. „Hawajskie koszule” (gościnnie: JedenSiedem) – 2:36
11. „Miejski obłęd” (gościnnie: Dene) – 4:09
12. „Ja nadal” (gościnnie: Fokus) – 2:20